# 水死 (大江健三郎の小説)
『水死』(すいし)は、2009年に講談社から出版された大江健三郎の長編小説。講談社100周年の「書き下ろし100冊」の一冊として出版された。その後2012年に講談社文庫から文庫版が出版されている。

## 概要
大江の父親は、1944年、大江が9歳の頃に亡くなっており父親の肖像を納得のいく形で小説の中に復元することは大江の生涯のテーマの一つであり、それはかつて「父よ、あなたはどこへ行くのか?」「みずから我が涙をぬぐいたまう日」において取り組まれている。そのテーマに再度挑んだのが本作である。
実際の大江の父親・好太郎は農家から紙の原料の三椏を買いとり、加工して、内閣印刷局へ紙幣用に納めるという仕事をしていたのだが、大江がかつてある座談において「（自分にとって）父親的なものというのは、僕には神秘主義的にいえば天皇制そのものにつながっています。政治体制的にいえば中央にある国家と結びついている」と語ったように、想像をまじえて超国家主義者として父親の肖像を復元している。
作品完成直後のインタビューでは、「こういう父親と最後に小説の中でめぐり会うために、僕は五十年以上も小説を書いてきた。どうもそうじゃないかと思うんです。九歳で突然父を亡くした時、母は一言も理由を明かしませんでしたから。父に見捨てられたという気持ちがずっとありました」「僕は、いつか父について〝本当のこと〟を書こうと願い続けた。小説の技術を尽くし、古義人という語り手が活躍してくれて、ようやく願いはかないました」と述べている。
2016年に“Death by Water”として英訳が出版され（翻訳 Deborah Boehm）、ブッカー国際賞にノミネートされた。

## あらすじ
70代の小説家、長江古義人は、死んだ母の残した赤革のトランクに入っているはずの父の日誌や書簡をもとに、終戦の夏に、増水した川に短艇で漕ぎ出して謎の死を遂げた超国家主義者の父についての「水死小説」を書くことを目論み、故郷の「森の谷間の村」に帰郷する。古義人に演劇集団 「穴居人 （ザ・ケイヴ・マン）」の代表の穴井マサオと所属女優のウナイコが接触してくる。彼らは古義人の全作品を総合した演劇をつくる構想をたてており、その取材のためである。
古義人がトランクを開けてみると、思惑に反してめぼしい資料はなかった。早々に「水死小説」の構想は頓挫してしまった。「水死小説」の頓挫に落胆した古義人は「大眩暈」と作中で称される病気に襲われる。病身の古義人は知的障害を持つ息子アカリに対して、あることから思わず「君はバカだ」と言ってしまい親子はかつてない断絶状態になる。
「水死小説」の頓挫でマサオの構想も暗礁に乗り上げる。ウナイコは独自の企画を立てて「「死んだ犬を投げる」芝居」と作中で称される特殊な形式の芝居を始めて、夏目漱石の『こころ』を題材にする。そして『こころ』で作中の「先生」の自殺の引き鉄をひいた「明治の精神」とは何かを問う。古義人は、赤革のトランクに収められていたフレイザーの『金枝篇』を手がかりにして、超国家主義者の父の一番弟子であった中国引揚者の大黄（ギシギシ）から話を聞きながら、父の死の真相や意味を掘り下げていく。
ウナイコは、古義人の故郷に伝わる一揆の伝承を素材に一揆指導者で性的に陵辱された「メイスケ母」の芝居を作ろうと奔走するようになる。ウナイコはこの芝居を通して、高校生時代に文部科学省の高級官僚の伯父・小河から受けたレイプを告発しようとしていた。小河はそれを止めようとして、上演前日にウナイコを、大黄ら地元の右翼活動家が拠点としていた「錬成道場」の跡地の施設に軟禁する。ウナイコは小河から暴行を受ける。大黄は秘蔵していたピストルで小河を撃ち、古義人に「長江先生の一番弟子は、やっぱりギシギシですが！」と言葉を残して森の奥に去る。森々と展がり、淼々と深い谷間の森の中の葉叢に顔を突っ込んで、立ったまま水死を遂げる大黄を古義人は想像で思い描く。

## 批評
鴻巣友季子による批評
翻訳家、エッセイスト鴻巣友季子は老作家・長江古義人が、登場人物ウナイコのボーイフレンドとのやりとりにおいて、自分が英語の詩を読む際には、訳詩が原詩と響きあい、訳詩と原詩のズレの奇妙な味のおかしみが生まれることで、初めて詩がしっかりと理解することができる、と述べるのに対して、相手が「（あなたの）小説もそこで生まれるんじゃないですか？」と応ずる場面をまず取り上げたうえで、本作が「読みたがえる」ことをめぐる作品であると指摘する。そして様々な「読みたがえ」を作品から拾い上げている。（古義人の過去作で、バッハのカンタータの救い主のドイツ語が「天皇陛下」と意訳されたこと、古義人の父は心酔していた将校らの冗談を読み違えて川の漕ぎ出していったこと、強姦体験を元にしたウナイコの一揆芝居は原作の個人的な読みずらしを含むこと、などなど）。その上で、中でも重要なのは「森々（しんしん）」と「淼々（びょうびょう）」の読み違いであるとする。折口信夫の書物に、篤信者の魂が「淼々たる海波を漕ぎゝつて」浄土に到り著くとあるのを読んで、「死んだ魂は空に昇って森に戻る」という森の谷間の村の信仰を連想した古義人の父が「森々たる海波」と誤読すると、そこで木と水の境界はぼやけて融和し、本作の核となるイメージが浮かびあがる、と論じた。
町田康による批評
小説家町田康は自身の実作者としての立場から、小説は、登場人物が困っていることによって話が進んでいくのだとする。だが「困り」をただ書けばよいのではなく、「困り」のなかを進むことによって、「見えなかったものが見えたり、わからなかったことがわかったり、わかっていると思っていたことが実は全然、わかっていなかったことがわかる」などの曲折を経て、その時点での「本当のこと」にたどり着けるということが大事であるとする。この持論をもとに、本作の主人公・長江古義人のわかった前半が、いまの後半に接続されて、二重になってさらにその後半に響いていく、「ふたつのものが響くというイメージが反復されながら意味がうねって大きな次元の意味を生む様は繰り返しの技法を用いた呪術的な音楽を聴くようでもある」と評し、その繰り返しで「初め、違うものとしてとらえられていた水の印象と木の印象、海の印象と森の印象がひとつのものとなり、そのひとつのものとなった印象が登場人物の人生と重なり、本当のことに近づく」と評する。そして、劇的に進んでしまった事態に決着をつけるラストシーンの立ったままの水死をやり遂げる、最後の美しい文章を「やられた。やられた。やられた。」と賞賛している。
本作の歴史的・政治的な主題を分析した以下の論考がある。
- 加藤典洋「『水死』のほうへ―大江健三郎と沖縄　」（『敗者の想像力』集英社新書）
- 絓秀実「小説家・大江健三郎――その天皇制と戦後民主主義」（『群像』2020年3月号）
- 朴裕河「『水死』─新しい共同体のために」（『大江健三郎全小説4』収録）
- 許金龍「「王殺し」：絶対天皇制社会の倫理との対決──大江健三郎が『水死』において追求した時代精神の分析」（『大江健三郎全小説4』収録）

## 出版
- 『水死』講談社、2009年
- 『水死』講談社文庫、2012年